# Angela Nogarola
Angela Nogarola (Verona, 1380-1436) fue una poeta y escritora italiana.

## Biografía
Nogarola nació en Verona, hija del caballero Antonio Nogarola. En 1396 se casó con el conde Antonio d'Arco. Fue la tía de los filósofos Isotta y Geneva Nogarola. Vivió en Verona y Vicenza.
Nogarola recibió formación de Antonio Loschi, probablemente convirtiéndose en su alumna. Se dedicó a la escritura y la poesía, particularmente sobre religión y en latín, incluso después del matrimonio, componiendo algunas églogas y obteniendo éxito y asombro. Se intercambió correspondencia informal con Pandolfo III Malatesta, Giangaleazzo Visconti, Niccolò Facino, Matteo Orgian y Francesco Barbavara.
Su estilo, influenciado por Francesco Petrarca, fue apreciado pero considerado lejos de lo clásico.
Uno de sus retratos en óleo sobre lienzo del siglo XVIII se conserva en el rectorado de la Universidad de Bolonia.

## Obras
• Ópera
• Epistolae et carmina
• Angelæ et Zeneveræ Nogarolæ Epistolæ et carmina
• Dominus Angelus Veronensis de Nogarolis ad dominum Antonium de Luscis
• L'egloga di Angela Nogarola a Francesco Barbavara
• Liber de Virtutibus